# UNFD
UNFD (pronunciato con le iniziali /ˈjuːˈenˈefˈdiː/) è un'etichetta discografica australiana nata nel 2011 dall'unione della Boomtown Records e la Staple Management.
Dal settembre 2013 fa parte del gruppo Unified insieme alla WAU Management, nata dalla separazione dell'etichetta dalla sua direzione.

## Artisti

### Attuali
- After Touch
- Architects
- Beartooth
- Bodyjar
- Crossfaith
- Cursed Earth
- Dream State
- Drown This City
- Erra
- Frank Iero
- Hacktivist
- Hands Like Houses
- Hellions
- In Hearts Wake
- Introvert

- Like Moths to Flames
- LIMBS
- Northlane
- Ocean Grove
- Silent Planet
- Silverstein
- Sleep Talk
- Slowly Slowly
- Stray from the Path
- Thornhill
- Tonight Alive
- Void of Vision
- While She Sleeps
- Yours Truly

### Passati
- The Amity Affliction
- Antagonist A.D.
- Balance and Composure
- The Brave
- The Bride
- Buried in Verona
- Columbus
- D at Sea
- Dead Letter Circus
- Deez Nuts
- Dream On, Dreamer
- The Getaway Plan
- Hand of Mercy
- House vs. Hurricane
- I Am Zero
- I Killed the Prom Queen
- Make Believe Me
- Saviour
- Stories
- Storm the Sky
- Thy Art Is Murder
- Woes